# Irena Oženko
Irena Oženko (ur. 13 listopada 1962) – litewska lekkoatletka, skoczkini w dal. Podczas kariery sportowej reprezentowała ZSRR.
12. zawodniczka mistrzostw Europy (1982).
Halowa mistrzyni Związku Radzieckiego (1987).

## Rekordy życiowe
- Skok w dal – 7,20 (1986) rekord Litwy[3][4]